# Crivitz (Wisconsin)
Crivitz es una villa ubicada en el condado de Marinette en el estado estadounidense de Wisconsin. En el Censo de 2010 tenía una población de 984 habitantes y una densidad poblacional de 230,96 personas por km².

## Geografía
Crivitz se encuentra ubicada en las coordenadas 45°14′2″N 88°0′25″O / 45.23389, -88.00694. Según la Oficina del Censo de los Estados Unidos, Crivitz tiene una superficie total de 4.26 km², de la cual 4.12 km² corresponden a tierra firme y (3.22%) 0.14 km² es agua.

## Demografía
Según el censo de 2010, había 984 personas residiendo en Crivitz. La densidad de población era de 230,96 hab./km². De los 984 habitantes, Crivitz estaba compuesto por el 97.36% blancos, el 0.3% eran afroamericanos, el 0.81% eran amerindios, el 0% eran asiáticos, el 0% eran isleños del Pacífico, el 0% eran de otras razas y el 1.52% pertenecían a dos o más razas. Del total de la población el 0.81% eran hispanos o latinos de cualquier raza.